# آمال (بلدة)
آمال (بالسويدية: Åmål) وهي بلدة سويدية ومركز مقاطعة دالسلاند بنيت هذه البلدة من قبل الملكة كرستينا ملكة السويد في سنة 1643، تطل بحيرة فنرن شرق هذه البلدة، يبلغ عدد سكان هذه البلدة 9065 نسمة حسب إحصاء سنة 2010 في السويد.

## أعلام
- أنا-ليزا أولسون
- بينغت روسيو
- سبارفنفيلت